# عنصل طيطاني
العنصل الطيطاني (الاسم العلمي: Drimia pancration)، نوع من العنصل وفصيلة الهليونية. وصف أول مرة من قبل عالم النبات الجنوب أفريقي جون تشارلز مانينغ.